# Episodi di The Walking Dead (decima stagione)
La decima stagione della serie televisiva The Walking Dead, composta da ventidue episodi, è stata trasmessa in prima visione negli Stati Uniti d'America dall'emittente AMC dal 6 ottobre 2019 al 4 aprile 2021. Il 24 marzo 2020 AMC ha annunciato che, a causa della pandemia di COVID-19, la post-produzione del finale di stagione non poteva essere completata entro la data programmata del 12 aprile, l'episodio è stato trasmesso il 4 ottobre 2020, mentre sei episodi aggiuntivi alla stagione sono andati in onda dal 28 febbraio al 4 aprile 2021.
In Italia la stagione è andata in onda in prima visione satellitare su Fox, canale a pagamento della piattaforma Sky, dal 7 ottobre 2019 al 5 aprile 2021, proposta il giorno seguente la messa in onda originale. Il primo episodio è stato trasmesso in lingua originale sottotitolato in italiano il 7 ottobre 2019, in simulcast con AMC. La trasmissione in lingua italiana dal dodicesimo al quindicesimo episodio ha subito un ritardo a causa delle disposizioni di emergenza legate alla diffusione del COVID-19, le quali hanno impedito temporaneamente il doppiaggio. Gli episodi sono stati comunque trasmessi dal 16 marzo al 6 aprile 2020 in lingua originale sottotitolata in italiano.
| nº | Titolo originale            | Titolo italiano             | Prima TV USA     | Prima TV Italia  |
| -- | --------------------------- | --------------------------- | ---------------- | ---------------- |
| 1  | Lines We Cross              | I confini che superiamo     | 6 ottobre 2019   | 7 ottobre 2019   |
| 2  | We Are the End of the World | Noi siamo la fine del mondo | 13 ottobre 2019  | 14 ottobre 2019  |
| 3  | Ghosts                      | Fantasmi                    | 20 ottobre 2019  | 21 ottobre 2019  |
| 4  | Silence the Whisperers      | Ascolta                     | 27 ottobre 2019  | 28 ottobre 2019  |
| 5  | What It Always Is           | Come è sempre               | 3 novembre 2019  | 4 novembre 2019  |
| 6  | Bonds                       | Legami                      | 10 novembre 2019 | 11 novembre 2019 |
| 7  | Open Your Eyes              | Fai la tua parte            | 17 novembre 2019 | 18 novembre 2019 |
| 8  | The World Before            | Il mondo precedente         | 24 novembre 2019 | 25 novembre 2019 |
| 9  | Squeeze                     | La grotta                   | 23 febbraio 2020 | 24 febbraio 2020 |
| 10 | Stalker                     | Stalker                     | 1º marzo 2020    | 2 marzo 2020     |
| 11 | Morning Star                | La stella del mattino       | 8 marzo 2020     | 9 marzo 2020     |
| 12 | Walk With Us                | Cammina con noi             | 15 marzo 2020    | 6 luglio 2020    |
| 13 | What We Become              | Cosa siamo diventati        | 22 marzo 2020    | 6 luglio 2020    |
| 14 | Look at the Flowers         | Guarda i fiori              | 29 marzo 2020    | 13 luglio 2020   |
| 15 | The Tower                   | La torre                    | 5 aprile 2020    | 13 luglio 2020   |
| 16 | A Certain Doom              | Una morte certa             | 4 ottobre 2020   | 5 ottobre 2020   |
| 17 | Home Sweet Home             | Casa dolce casa             | 28 febbraio 2021 | 1º marzo 2021    |
| 18 | Find Me                     | Trovami                     | 7 marzo 2021     | 8 marzo 2021     |
| 19 | One More                    | Ancora uno                  | 14 marzo 2021    | 15 marzo 2021    |
| 20 | Splinter                    | I miei amici                | 21 marzo 2021    | 22 marzo 2021    |
| 21 | Diverged                    | Separazione                 | 28 marzo 2021    | 29 marzo 2021    |
| 22 | Here's Negan                | Questo è Negan              | 4 aprile 2021    | 5 aprile 2021    |

## I confini che superiamo
- Titolo originale: Lines We Cross
- Diretto da: Greg Nicotero
- Scritto da: Angela Kang

### Trama
Un satellite dell'Unione Sovietica esce dall'orbita e precipita verso la Terra. È trascorso diverso tempo dall'ultimo incontro con i Sussurratori e le comunità di Oceanside e Alexandria prosperano in pace, facendo molta attenzione a non superare i confini con il territorio dei Sussurratori. Un giorno Judith e i bambini trovano una maschera dei Sussurratori trascinata dalla corrente. Il ritrovamento causa inquietudine nelle comunità che si interrogano sul da farsi: Negan suggerisce a Gabriel di mentire per rassicurare gli abitanti di Alexandria, ma il sacerdote decide alzare il livello di allerta e di guardia. A Oceanside Michonne, Aaron e altri vanno in esplorazione per cercare tracce dei Sussurratori e trovano prove dello sconfinamento nel loro territorio. Nel frattempo Kelly è preoccupata perché sta perdendo l'udito come Connie, ma la sorella la rassicura. Carol torna da una spedizione in mare per pescare e cercare tracce di Maggie e si ricongiunge a Daryl. Quest'ultimo la aggiorna sugli ultimi avvenimenti e Carol gli propone di fuggire insieme verso ovest, ma Daryl le dice che vuole che resti a costo di affondare tutte le barche. Improvvisamente un'esplosione in cielo attira l'attenzione di tutti: il satellite sovietico precipita nella foresta vicino Oceanside al di là del confine dei Sussurratori. Oceanside attraversa il confine per spegnere l'incendio che si è propagato e, aiutati anche da Alexandria, riesce a spegnerlo ed eliminare la mandria di vaganti attirata. Scampato il pericolo, Eugene chiede a Michonne di recuperare il satellite per la ricerca di parti preziose e lei decide infine di assecondarlo. Intanto Carol, allontanatasi dal gruppo per parlare con Daryl, si imbatte in Alpha che emerge dalla foresta al di là di un dirupo.
- Guest star: Dan Fogler (Luke), John Finn (Earl Sutton), Sydney Park (Cyndie), Juan Javier Cardenas (Dante), Kerry Cahill (Dianne), Lindsley Register (Laura), Angel Theory (Kelly), Avianna Mynhier (Rachel Ward), Blaine Kern III (Brandon).
- Altri interpreti: Anthony Lopez (Oscar), Gustavo Gomez (Marco), Jackson Pace (Gage), Antony Azor (R.J. Grimes), Tamara Austin (Nora), Anabelle Holloway (Gracie), Jerri Tubbs (Margo), David Shae (Alfred), Alex Sgambati (Jules), Heather Gilliland (Insegnante).
- Ascolti USA: telespettatori 4.000.000 – rating 18-49 anni 1,4%[7]

## Noi siamo la fine del mondo
- Titolo originale: We Are the End of the World
- Diretto da: Greg Nicotero
- Scritto da: Nicole Mirante-Matthews

### Trama
In un flashback di sette anni prima viene narrato del primo incontro tra Alpha e Beta: i due condividevano la visione del mondo e la donna lo convinse a unirsi a lei e Lydia. In quell'occasione Beta creò la sua maschera scuoiando un vagante che un tempo era suo amico. Al presente Frances, una dei Sussurratori, ha un crollo psicologico perché ha dovuto abbandonare il figlio neonato. Alpha decide di graziarla e Beta in disparte le dice che non dovrebbe dimostrarsi clemente, anzi dovrebbero mostrare la forza al branco attaccando le altre comunità. Il giorno successivo Alpha guida un gruppo di Sussurratori in un campo per raccogliere altri vaganti. Improvvisamente, il satellite sovietico viene avvistato mentre precipita e il branco inizia a disperdersi a causa dell'esplosione nell'atmosfera. Frances ha un flashback del suo bambino e improvvisamente aggredisce Alpha: le due vengono separate dagli altri Sussurratori e Frances finisce divorata da vaganti. Tornati all'accampamento Alpha loda la sorella di Frances per averla aiutata e la sua fedeltà, nominandola "Gamma". Il giorno successivo, Beta scopre che Alpha ha fatto un santuario per Lydia e che ha mentito sull'averla uccisa. Alpha scoppia in lacrime e ammette che non potrebbe mai uccidere sua figlia, quindi distrugge il santuario e lo supplica di mantenere il segreto. Egli lo promette e la informa che il nemico ha probabilmente attraversato il confine. Alpha guida quindi il branco nei boschi verso il satellite, quando nota qualcosa ed esce dalla foresta vedendo Carol che la osserva al di là del dirupo.
- Guest star: Thora Birch (Gamma), Juliet Brett (Frances), Havana Blum (Lydia).
- Altri interpreti: Seth Dousman (Sussurratore), Kristin Erickson (Sussurratrice), Erica Frene (Donna ferita).
- Ascolti USA: telespettatori 3.467.000 – rating 18-49 anni 1,3%[8]

## Fantasmi
- Titolo originale: Ghosts
- Diretto da: David Boyd
- Scritto da: Jim Barnes

### Trama
Alexandria è attaccata ripetutamente da gruppi di vaganti. Dopo due giorni gli abitanti sono esausti anche per la mancanza di sonno, quando Gamma si presenta ai cancelli dicendo che devono recarsi al confine nord per parlare con Alpha. Il consiglio decide di assecondare la richiesta, così Michonne, Daryl, Carol e altri si recano all'incontro, mentre Negan viene arruolato per difendere la comunità con Aaron. Arrivati all'incontro, Alpha li accusa di avere ripetutamente oltrepassato il confine, dimostrando di averli sempre osservati, e impone di cedere ai Sussurratori altra terra per evitare ritorsioni. Nonostante le proteste di Carol, Michonne e gli altri accettano e tornano verso casa. Nel tragitto Carol avvista tre Sussurratori che li stanno spiando, ma nessuno degli altri li vede e cominciano a pensare che Carol stia avendo allucinazioni per la mancanza di sonno e le pastiglie che sta prendendo. Nel frattempo, mentre uccidono vaganti, Aaron ha una discussione con Negan perché frustrato dalla morte di Eric. A un tratto Aaron viene aggredito da alcuni vaganti e rimane accecato da una pianta irritante che cresce sui loro corpi, ma Negan interviene per salvarlo e rimane a fare la guardia mentre lui si riprende. Nel frattempo Carol ha ripetute allucinazioni di Henry e fatica a riconoscere la realtà dai brevi incubi che ha dai colpi di sonno. Vede nuovamente un Sussurratore e lo segue, finendo in una trappola dove viene attaccata dai vaganti, che tuttavia riesce a uccidere pur rimanendo ferita da una scheggia. Soccorsa dai suoi compagni, viene riportata ad Alexandria dove anche Siddiq mostra nel frattempo i sintomi di disturbo da stress post-traumatico per avere assistito alla strage fatta dai Sussurratori. All'alba tutti tornano a casa stremati: Rosita sbotta con Eugene perché capisce che voglia ancora ci sia qualcosa tra loro e Eugene confessa inconsciamente che è suo amico solo nella speranza che nasca qualcosa tra loro. Dante, resosi conto dei problemi di Siddiq, racconta di averne sofferto lui stesso dopo avere fatto il medico sul campo in Iraq. Risvegliatasi, Carol chiede a Daryl se le crede sulla storia dei Sussurratori e lui dice di sì: in effetti durante l'incontro con i vaganti, Carol ha ferito mortalmente uno dei Sussurratori.
- Guest star: Thora Birch (Gamma), Juan Javier Cardenas (Dante), Lindsley Register (Laura).
- Altri interpreti: Matt Lintz (Henry), Tamara Austin (Nora), Antony Azor (R.J. Grimes), Jackson Pace (Gage), Jerri Tubbs (Margo).
- Ascolti USA: telespettatori 3.479.000 – rating 18-49 anni 1,2%[9]

## Ascolta
- Titolo originale: Silence the Whisperers
- Diretto da: Michael Cudlitz
- Scritto da: Geraldine Inoa

### Trama
Un albero cade sulla recinzione di Hilltop ferendo alcuni abitanti. Mentre il gruppo di Magna tiene impegnati i vaganti assembrati fuori, il resto degli abitanti porta in salvo i feriti. Nel frattempo Michonne, che si sta dirigendo a Hilltop con una piccola carovana, nota Ezekiel che si aggira da solo nel bosco e lo raggiunge: l'uomo è depresso perché ha perso il suo regno e molte persone care, ma Michonne lo consola dicendole che anche lei ha passato un momento simile. Intanto, ad Alexandria, Lydia viene presa di mira da Margo e altri ex-membri dei Banditi che la accusano di essere complice della morte di Ozzy e Alek. Lydia tiene loro testa e la situazione degenera quando la sera viene sorpresa da loro e picchiata: Negan però interviene a difenderla e nella colluttazione ferisce mortalmente Margo. La comunità vorrebbe giustiziare Negan, ma Gabriel delibera che il consiglio rimanderà la decisione all'indomani. Daryl contatta Michonne a Hilltop che sottolinea l'importanza di Lydia come deterrente che impedisce ai Sussurratori di scatenare la loro orda di vaganti contro Alexandria. L'indomani tuttavia Negan è scomparso dalla sua cella e Lydia se ne prende la colpa, facendosi rinchiudere al suo posto. Daryl la raggiunge dicendole che sa che è innocente perché quella notte l'ha sorvegliata, ma la ragazza dice che preferisce restare in cella perché fuori non si sente sicura. Nel frattempo a Hilltop Michonne, Judith e Luke partono verso Oceanside da cui hanno ricevuto una richiesta di soccorso.
- Guest star: Dan Fogler (Luke), John Finn (Earl Sutton), Kenric Green (Scott), Juan Javier Cardenas (Dante), Angel Theory (Kelly), Lindsley Register (Laura), Kerry Cahill (Dianne), Nadine Marissa (Nabila), Blaine Kern III (Brandon).
- Altri interpreti: Gustavo Gomez (Marco), Antony Azor (R.J. Grimes), Jackson Pace (Gage), Tamara Austin (Nora), Jerri Tubbs (Margo), David Shae (Alfred), Austin Freeman (Alex).
- Ascolti USA: telespettatori 3.305.000 – rating 18-49 anni 1,1%[10]

## Come è sempre
- Titolo originale: What It Always Is
- Diretto da: Laura Belsey
- Scritto da: Eli Jorne

### Trama
Negan viene raggiunto nel bosco da Brandon, il figlio di due Salvatori che lo idolatra. Brandon gli consegna la giacca di pelle e una mazza spinata, insultando Rick e Carl, ma Negan mal sopporta questi rimandi al suo passato. Nel frattempo a Hilltop ci sono stati ripetuti furti e Kelly non è tornata dalla caccia, così Connie, Daryl e Magna la vanno a cercare. Nel frattempo Negan salva una madre e suo figlio dai vaganti: i due raccontano di essere sfuggiti al massacro del loro campo da parte dei Sussurratori, ma Brandon suggerisce di derubarli. A questa ennesima uscita, Negan lo scaccia dicendogli di non farsi più vedere. Intanto a Hilltop, Ezekiel confessa a Siddiq di avere un cancro alla tiroide come la nonna e il padre, ma dubita possa essere guarito per mancanza di tecnologia medica. Altrove Gamma sta eviscerando dei vaganti nel fiume per contaminarlo, come parte del piano di Alpha per sfiancare le comunità, quando si ferisce a una mano. Aaron, che la osservava di nascosto, le lancia alcune bende per dimostrarsi amichevole, ma la donna scappa e riferisce ad Alpha l'accaduto. Quest'ultima le suggerisce però di fingere interesse verso Aaron perché potrebbe tornare utile. Nel frattempo Daryl e gli altri trovano Kelly ferita e la ragazza esorta Magna a rivelare la loro scorta segreta: il bottino rubato a Hilltop. Il gruppo torna quindi a Hilltop dicendo che le provviste sono state trovate nella foresta. Brandon ritorna da Negan uccidendo la madre e suo figlio, pensando fosse un test: furibondo, Negan lo uccide a sua volta, poi prende la sua giacca e la mazza e va verso il confine. Quando si imbatte in alcuni vaganti comincia a ucciderli, ma viene sorpreso da Beta che lo butta a terra.
- Guest star: Thora Birch (Gamma), John Finn (Earl Sutton), Angel Theory (Kelly), Blaine Kern III (Brandon).
- Altri interpreti: Anthony Lopez (Oscar), Camille Robinson (Brianna), Virginia Newcomb (Amelia), Roman Spink (Milo), Ross Crain (Sussurratore).
- Ascolti USA: telespettatori 3.086.000 – rating 18-49 anni 1,0%[11]

## Legami
- Titolo originale: Bonds
- Diretto da: Dan Liu
- Scritto da: Kevin Deiboldt

### Trama
Carol e Daryl vanno al confine per osservare di nascosto i Sussurratori e cercare di individuare la loro orda. Nel frattempo Negan chiede di unirsi ai Sussurratori e, nonostante l'opposizione di Beta, Alpha ordina di metterlo alla prova. Nel frattempo, mentre Siddiq e Dante lottano contro un'epidemia di gastroenterite virale che ha colpito Alexandria, Eugene intrattiene una conversazione con una donna sconosciuta alla radio. Quest'ultima non vuole rivelare dettagli perché teme che possano metterla in pericolo, ma acconsente a un nuovo appuntamento radiofonico a patto che Eugene non riveli nulla agli altri. Intanto, al calare della notte, Carol e Daryl si infiltrano nel territorio dei Sussurratori per cercare l'orda e si separano. Quando si ritrovano al confine, Daryl scopre che Carol ha catturato un Sussurratore con l'intenzione di interrogarlo. Nel frattempo Negan esegue i compiti affidatigli da Beta pur conservando la sua sfrontatezza. Beta lo abbandona in mezzo ai vaganti per eliminarlo e dice ad Alpha che era troppo debole, ma Negan riesce a uscirne indenne e offre ad Alpha i suoi servigi.
- Guest star: Juan Javier Cardenas (Dante), Nadine Marissa (Nabila), James Parks (Sussurratore catturato), Margot Bingham (Stephanie).
- Altri interpreti: Rebecca Koon (Cheryl).
- Ascolti USA: telespettatori 3.212.000 – rating 18-49 anni 1,1%[12]

## Fai la tua parte
- Titolo originale: Open Your Eyes
- Diretto da: Michael Cudlitz
- Scritto da: Corey Reed

### Trama
Carol chiede consiglio a Lydia su come interrogare il Sussurratore catturato e la ragazza suggerisce che la prosperità di Alexandria potrebbe instillare un'idea pericolosa per la filosofia nichilista dei Sussurratori. Aaron intanto si incontra con Gamma e i due parlano. Quando Gamma torna da Alpha senza grandi informazioni le viene ordinato di ottenerle a ogni costo. Intanto Carol offre pane fresco e marmellata al prigioniero che però glielo sputa in faccia, proclamandosi fedele ad Alpha perché ha sacrificato sua figlia per il gruppo. Carol va a prendere Lydia per mostrarle che Alpha ha mentito, ma prima che riesca a tornare il Sussurratore muore improvvisamente. Siddiq accusa Dante di avergli dato per errore della cicuta, ma egli ribatte che è stato lui a preparare l'infuso. Nel frattempo Gamma incontra nuovamente Aaron e lo minaccia con un coltello per costringerlo a parlare, ma i due vengono raggiunti da Carol e Lydia. Alla vista della ragazza, Gamma fugge via disperata; Lydia invece, sentendosi usata, varca il confine inoltrandosi nel bosco. Intanto ad Alexandria Siddiq è ancora tormentato dai ricordi della strage a cui ha assistito. Dante lo raggiunge per confortarlo, ma improvvisamente Siddiq riconosce la voce di uno dei Sussurratori: cerca di colpirlo, ma Dante riesce a sopraffarlo e lo soffoca a morte.
- Guest star: Thora Birch (Gamma), Juan Javier Cardenas (Dante), James Parks (Sussurratore catturato).
- Altri interpreti: Matt Mangum (D.J.), Rebecca Koon (Cheryl).
- Ascolti USA: telespettatori 3.311.000 – rating 18-49 anni 1,1%[13]

## Il mondo precedente
- Titolo originale: The World Before
- Diretto da: John Dahl
- Scritto da: Julia Ruchman

### Trama
Dante fu inviato da Alpha come spia ad Alexandria e tra le altre cose causò l'epidemia di influenza. Al presente Dante cerca di sopraffare Rosita, giunta per controllare Siddiq, ma viene pugnalato e catturato. Intanto Gamma incontra di nuovo Aaron e gli confessa che il figlio salvato a Hilltop è suo nipote, chiedendo di vederlo. Aaron, in cambio della promessa di valutare l'incontro, scopre che il suo nome è Mary e la posizione dell'orda di Alpha. Nel frattempo Michonne e gli altri si fermano a una biblioteca sulla strada per Oceanside. Mentre Michonne riceve via radio la notizia della morte di Siddiq, Luke viene salvato da uno sconosciuto quando viene attaccato da alcuni vaganti. Arrivati a Oceanside, scoprono che lo sconosciuto è stato catturato per avere cercato di rubare una barca. Michonne lo interroga e scopre che l'uomo, Virgil, sta cercando di tornare dalla sua famiglia che abita in una base navale vicina. Michonne ottiene quindi di accompagnarlo con una barca in cambio di armi per affrontare l'orda di Alpha. Intanto ad Alexandria Gabriel si reca da Dante dicendogli che è profondamente rattristato dalla morte di Siddiq, poi lo pugnala brutalmente a morte. Nel frattempo Daryl, Carol e Aaron si incontrano con Magna, Jerry, Connie e Kelly nel bosco: insieme seguono le indicazioni di Gamma per cercare di rintracciare l'orda, ma arrivati nel luogo stabilito non la trovano. Il gruppo comincia quindi a cercare Lydia, quando a un tratto Carol avvista Alpha che fugge nel bosco e cerca di raggiungerla seguita dagli altri. Uno dopo l'altro finiscono però in trappola, cadendo in una grotta sotterranea dove si trovano circondati dall'orda.
- Guest star: Dan Fogler (Luke), Thora Birch (Gamma), Kevin Carroll (Virgil), Kenric Green (Scott), Juan Javier Cardenas (Dante), Angel Theory (Kelly), Sydney Park (Cyndie), Avianna Mynhier (Rachel Ward), Lindsley Register (Laura), Kerry Cahill (Dianne).
- Altri interpreti: Mandi Christine Kerr (Barbara), Gustavo Gomez (Marco), Tamara Austin (Nora), Anabelle Holloway (Gracie), Alex Sgambati (Jules), Rebecca Koon (Cheryl), Rae Olivier (Jen), Vince Foster (Wayne).
- Ascolti USA: telespettatori 3.214.000 – rating 18-49 anni 1,0%[14]

## La grotta
- Titolo originale: Squeeze
- Diretto da: Michael E. Satrazemis
- Scritto da: David Leslie Johnson-McGoldrick

### Trama
Alpha torna da Beta e Gamma dicendo che deve esserci una spia perché il nemico sa dov'è l'orda. Più tardi Negan le suggerisce che sia Gamma la traditrice e Alpha lo minaccia di non seminare zizzania, però poco dopo informa Beta che sia proprio Gamma la spia, quindi si concede a Negan per ricompensarlo dell'informazione. Nel frattempo nella grotta Daryl e gli altri riescono a raggiungere una stanza secondaria attraverso delle rocce sopraelevate. Lì vengono attaccati da alcuni Sussurratori riuscendo a ucciderne alcuni e cercando di seguire quelli che fuggono verso l'uscita. Attraversando degli stretti cunicoli, il gruppo raggiunge l'ingresso semicrollato di una vecchia miniera che si affaccia su un baratro, in fondo al quale c'è l'orda. Kelly trova una scatola di dinamite, ma gli viene chiesto di non toccarla perché essendo molto vecchia potrebbe esplodere improvvisamente. Mentre il gruppo scava per allargare un passaggio per uscire, Carol cerca di posizionare della dinamite sulle rocce sopra il baratro per seppellire l'orda, ma scivola e viene salvata da Daryl prima che possa cadere. Intanto gli altri riescono ad aprire un passaggio e cominciano a uscire, ma vengono attaccati da altri Sussurratori sia fuori che dentro la grotta. Magna e Connie rimangono indietro per affrontarli, ma appena gli altri escono la dinamite esplode intrappolandole nuovamente all'interno. Daryl ordina quindi agli altri di tornare a casa e informare tutti della posizione dell'orda, mentre lui cercherà un altro ingresso per salvare le ragazze dalla grotta.
- Guest star: Thora Birch (Gamma), Angel Theory (Kelly).
- Ascolti USA: telespettatori 3.518.000 – rating 18-49 anni 1,2%[15]

## Stalker
- Titolo originale: Stalker
- Diretto da: Bronwen Hughes
- Scritto da: Jim Barnes

### Trama
Mary si presenta ai cancelli di Alexandria e racconta che Aaron e gli altri sono intrappolati nella grotta, non sapendo se siano nel frattempo usciti. Spiega di volere aiutare perché il bambino salvato a Hilltop è suo nipote, ma viene rinchiusa in cella dove Gabriel la interroga intimandole di dire tutta la verità. Mary confessa in lacrime di essere stata lei a uccidere la sorella per lealtà ad Alpha, guadagnandosi la fiducia di Gabriel ed esponendo tutto ciò che sa sulla grotta. Nel frattempo Daryl tende un'imboscata ad Alpha e alcuni Sussurratori che stanno spostando un gruppo di vaganti: riesce a uccidere i Sussurratori ritorcendo contro di loro i vaganti, ma quando affronta Alpha entrambi rimangono feriti e Daryl si rifugia in una stazione di servizio vicina. Alpha lo raggiunge e attira dei vaganti per finirlo, ma Daryl riesce a ucciderli. Intanto ad Alexandria ricevono notizie via radio dall'avamposto dove è stata avvistata l'orda di vaganti, così Gabriel e un gran numero di abitanti si dirige lì per cercare di disperderla. Nel frattempo però Beta, attraverso un tunnel sotterraneo, si intrufola ad Alexandria e uccide silenziosamente alcuni abitanti, aspettando si rianimino come vaganti. Gabriel e gli altri arrivano all'avamposto trovando le guardie uccise, capendo di essere stati ingannati per lasciare Alexandria indifesa: lì infatti i vaganti invadono le strade, mentre Beta ne approfitta per raggiungere Mary in cella, intimandole di seguirlo. Laura sopraggiunge facendola fuggire per cercare aiuto, ma Beta la uccide e insegue Mary a casa di Judith, dove la bambina gli spara. Beta tuttavia ha un giubbotto antiproiettile e afferra Mary prima che possa scappare con i bambini, ma sopraggiunge in quel momento Rosita che ingaggia uno scontro con Beta. Quest'ultimo ha nuovamente la meglio, ma prima che possa ucciderla Mary lo ferma minacciando di uccidersi. Beta e Mary tornano verso i Sussurratori, ma lungo la strada si imbattono in Gabriel e gli altri, così Beta è costretto a fuggire. Nel frattempo Alpha cerca di raggiungere Daryl per ucciderlo, ma crolla a terra: lì viene raggiunta da Lydia che rifiuta di ucciderla e porta in salvo Daryl.
- Guest star: Thora Birch (Gamma/Mary), Kenric Green (Scott), Lindsley Register (Laura).
- Altri interpreti: David Shae (Alfred), Anabelle Holloway (Gracie), Antony Azor (RJ Grimes), Nick DeKay (guardia), Pamela Gold (donna terrorizzata).
- Ascolti USA: telespettatori 3.159.000 – rating 18-49 anni 1,0%[16]

## La stella del mattino
- Titolo originale: Morning Star
- Diretto da: Michael E. Satrazemis
- Scritto da: Julia Ruchman e Vivian Tse

### Trama
Alpha e i Sussurratori muovono l'orda nel bosco per attaccare Hilltop e Negan propone di costringerli a unirsi a loro invece che massacrarli. Aaron, Rosita, Mary e altri di Alexandria giungono a Hilltop con una carovana. Intanto Eugene continua a parlare via radio con Stephanie, la ragazza che lo ha contattato, proponendo un incontro faccia a faccia. Più tardi Rosita trova la radio accesa e si rivolge a Stephanie che, spaventata, cessa le comunicazioni. Yumiko, Kelly e Luke progettano di andare a cercare Magna e Connie, ma vengono interrotte dal ritorno di Daryl e Lydia che portano la notizia dell'arrivo dell'orda. La comunità decide di rimanere a combattere e cerca di scortare i bambini a Oceanside, ma trovano la strada bloccata, intuendo che sia stata un'idea di Negan passato dalla parte dei Sussurratori. Senza possibilità di ricevere rinforzi, Hilltop si prepara allo scontro cercando di sfruttare al meglio le proprie difese. Carol ha modo di riappacificarsi con Ezekiel e Lydia, mentre Eugene chiarisce con Stephanie che gli fissa un appuntamento tra una settimana. Al calare delle tenebre, l'orda raggiunge Hilltop, abbattendosi sul filo spinato, dove i difensori di Hilltop cominciano ad abbattere i vaganti. I Sussurratori lanciano sulla mischia una sostanza infiammabile e scagliano delle frecce infuocate per dare fuoco ai vaganti. Quando i difensori si ritirano verso il cancello, Alpha ribatte a Negan che i nemici si uniranno a loro come vaganti, poi fa scagliare delle frecce infuocate che causano incendi in tutta Hilltop.
- Guest star: Dan Fogler (Luke), Thora Birch (Mary), John Finn (Earl Sutton), Angel Theory (Kelly), Margot Bingham (Stephanie, voce), Kerry Cahill (Dianne), Nadine Marissa (Nabila).
- Altri interpreti: Karen Ceesay (Bertie), Anthony Lopez (Oscar), Anabelle Holloway (Gracie), Antony Azor (RJ Grimes), Gustavo Gomez (Marco), William Gregory Lee (Sussurratore litaniante).
- Ascolti USA: telespettatori 2.927.000 – rating 18-49 anni 0,9%[17]

## Cammina con noi
- Titolo originale: Walk with Us
- Diretto da: Greg Nicotero
- Scritto da: Eli Jorné e Nicole Mirante-Matthews

### Trama
I difensori di Hilltop combattono strenuamente tra gli incendi mentre l'orda di vaganti avanza inesorabilmente. Nella mischia, Yumiko vede Magna in mezzo alla mandria mimetizzata tra i vaganti, mentre Carol si rende conto dalle mura che la battaglia è persa. Al mattino Negan vorrebbe festeggiare la vittoria, ma Alpha gli dice che non sarà tale finché non troverà Lydia, quindi gli ordina di radunare i vaganti. I sopravvissuti di Hilltop si sono divisi in gruppi e dati appuntamento a un punto di incontro. Aaron sta trasportando Luke che è incosciente, quando si imbatte in Negan travestito da Sussurratore: egli cerca di spiegare la sua posizione, ma Aaron inferocito fa per attaccarlo, ma deve rinunciare quando dei vaganti si avvicinano e minacciano Luke. Negan intanto si allontana e individua Lydia, riuscendo a catturarla. Altrove Kelly, Alden, Mary e suo nipote Adam vengono attaccati da alcuni vaganti. Kelly, Alden e Adam trovano rifugio in un furgone abbandonato, mentre Mary attira lontano i vaganti e riesce a ucciderli; tuttavia sopraggiunge Beta che la pugnala a morte. Nella colluttazione Mary strappa una parte della maschera di Beta e un altro Sussurratore lo riconosce, costringendo Beta a ucciderlo. Quest'ultimo attende che Mary si rianimi come vagante, ma viene subito abbattuta da una freccia di Alden e Beta è costretto a fuggire. Nel frattempo Magna racconta a Yumiko di avere perso di vista Connie durante la fuga dalla grotta, mentre Carol sprona Eugene ad andare ugualmente all'appuntamento con Stephanie di cui le ha accennato. Intanto Daryl, Rosita e Jerry guidano un gruppo di sopravvissuti al punto di incontro, non trovando però i bambini. Daryl e Jerry tornano a Hilltop trovando Ezekiel che dice loro che i bambini sono fuggiti con Earl, mettendosi dunque sulle loro tracce. Nel frattempo Earl ha condotto i bambini a una casa abbandonata, ma è stato morso da un vagante e si prepara a suicidarsi prima che possa diventare un pericolo. Judith se ne accorge e a malincuore lascia che si uccida, ma è costretto ad abbatterlo quando si trasforma in vagante; poco dopo Daryl e gli altri sopraggiungono portando in salvo i bambini. Intanto Negan rivela ad Alpha di avere catturato Lydia e la conduce verso un capanno nel bosco. Lungo la strada le racconta di come la morte per cancro al pancreas di sua moglie Lucille l'abbia trasformato, non provando più sentimenti da allora. Alpha continua a sostenere invece la sua filosofia nichilista e ribatte che deve uccidere la figlia per "liberarla". Quando arrivano al capanno Alpha lo trova vuoto e girandosi, viene uccisa a sorpresa da Negan, che la decapita, per poi portare la sua testa a Carol.
- Guest star: Dan Fogler (Luke), Thora Birch (Mary), John Finn (Earl Sutton), Angel Theory (Kelly), Kerry Cahill (Dianne), Nadine Marissa (Nabila).
- Altri interpreti: Antony Azor (RJ Grimes), Anabelle Holloway (Gracie), William Gregory Lee (Sussurratore).
- Ascolti USA: telespettatori 3.494.000 – rating 18-49 anni 1,2%[18]

## Cosa siamo diventati
- Titolo originale: What We Become
- Diretto da: Sharat Raju
- Scritto da: Vivian Tse

### Trama
Michonne e Virgil raggiungono la base navale, trovandola deserta. Virgil ammette che la sua famiglia è morta e ha condotto lì Michonne per aiutarlo ad abbattere i vaganti in cui si sono trasformati. Michonne accetta di aiutarlo e libera un edificio pieno di vaganti, ma quando chiede le armi promesse, Virgil le chiede di aspettare l'indomani. Durante la notte, Michonne esplora gli edifici e sente delle voci, ma Virgil appare improvvisamente intrappolandola in una stanza. Le voci che ha sentito appartengono a tre persone che sono rinchiuse nella stanza a fianco. Raccontano che erano parte del gruppo di Virgil e che le cose un tempo andavano bene, tanto da accogliere continuamente sopravvissuti. Quando però il cibò scarseggio, la situazione degenerò rapidamente e Virgil fece chiudere a chiave l'edificio in cui si erano risvegliati dei Vaganti, scoprendo solo troppo tardi che all'interno c'era anche la sua famiglia. Virgil somministra a Michonne un decotto di stramonio che le causa allucinazioni. Inizialmente appare Siddiq che la accusa di non averlo protetto, poi ha una visione della sua vita andata in modo diverso. Non salva Andrea e quindi non si unisce al gruppo di Rick, incontra invece Negan ed entra nei Salvatori. Sopravvive all'attacco della stazione radio e al primo incontro tra Rick e Negan è lei a scegliere la vittima, che è lei stessa, venendo però alla fine uccisa da Daryl e Rick. Quando si riprende dall'effetto allucinogeno, Virgil è accanto a lei, così ne approfitta per liberarsi, aiutare gli altri prigionieri e catturare infine Virgil, che però ha bruciato la barca con cui sono arrivati. Quando Michonne recupera le sue cose nel magazzino, vede quelli che sembrano gli stivali di Rick; si fa quindi condurre da Virgil dove li ha trovati, una nave trasportata dalla corrente, e lì trova un'incisione di lei e Judith firmata da Rick. Virgil decide infine di rimanere sull'isola, mentre Michonne si fa dare un passaggio dagli altri sopravvissuti con la nave per tornare sulla costa. Lungo il tragitto contatta Judith che le dice che i Sussurratori sono stati sconfitti e Alpha non è più un pericolo, spronandola poi ad andare alla ricerca di Rick. Michonne prosegue verso nord e incontra due sopravvissuti, aiutandoli a raggiungere una grande carovana di altri sopravvissuti.
- Guest star: Kevin Carroll (Virgil), Eve Gordon (Celeste), Taylor Nichols (Jeremiah), Olivia Stambouliah (Lucy), Lindsley Register (Laura), Breeda Wool (Aiden), Andrew Bachelor (Bailey).
- Altri interpreti: Antony Azor (RJ Grimes), Matt Mangum (D.J.).
- Ascolti USA: telespettatori 3.662.000 – rating 18-49 anni 1,2%[19]

## Guarda i fiori
- Titolo originale: Look at the Flowers
- Diretto da: Daisy von Scherler Mayer
- Scritto da: Channing Powell

### Trama
In un flashback Carol libera Negan dalla sua cella e gli chiede di uccidere Alpha in cambio di riabilitarlo ad Alexandria. Al presente Carol mette la testa di Alpha su un palo al confine, ma dice a Negan che ci ha messo troppo tempo e si allontana. Nel frattempo Eugene rivela ai sopravvissuti di Hilltop dell'esistenza di Stephanie, così lui, Yumiko ed Ezekiel si recano all'incontro nella speranza di trovare alleati. Beta intanto trova la testa di Alpha, la prende e si dirige in un'abitazione dove viveva un tempo e attira i vaganti con un suo disco composto quando era un musicista. Nel frattempo Negan torna nel capanno dove aveva lasciato Lydia che però intanto si è liberata, trovando invece Daryl a cui spiega quanto accaduto. I due si dirigono al confine per cercare la testa di Alpha, quando vengono raggiunti da tre Sussurratori che disarmano Daryl e si prostrano a Negan come nuovo capo. Quest'ultimo finge di stare al loro gioco per poi ucciderli e salvare Daryl, con cui torna ad Alexandria. Carol cammina nella foresta perseguitata da allucinazioni di Alpha: cerca di recuperare una barca da capanno per partire in mare, ma rimane intrappolata quando il tetto cade. Mentre l'allucinazione di Alpha continua a ripeterle che non c'è più speranza, Carol riesce a liberarsi e uccidere il vagante che si stava avvicinando, decidendo poi di tornare ad Alexandria. Nel frattempo Eugene, Ezekiel e Yumiko raggiungono una città dove alcuni vaganti sono legati e agghindati in modo grottesco: mentre la esplorano, si imbattono in una ragazza armata dall'aspetto stravagante. Intanto Beta, dopo avere radunato una mandria di vaganti, si pone alla testa e comincia a guidarla.
- Guest star: Paola Lázaro (Juanita "Principessa" Sanchez), Kerry Cahill (Dianne), Nadine Marissa (Nabila), Mark Sivertsen (Rufus).
- Altri interpreti: Alex Livinalli (sussurratore con il fucile).
- Ascolti USA: telespettatori 3.264.000 – rating 18-49 anni 1,0%[20]

## La torre
- Titolo originale: The Tower
- Diretto da: Laura Belsey
- Scritto da: Kevin Deiboldt e Julia Ruchman

### Trama
La stravagante ragazza si presenta come Juanita, ma preferisce farsi chiamare Principessa, e racconta che è da un anno sola in quella città. Quando dei vaganti si avvicinano, Principessa spara loro contro, spaventando i cavalli che fuggono via. Yumiko è molto sospettosa e ritiene non ci si possa fidare di lei, ma Eugene ed Ezekiel ritengono si debba provare ad accettare il suo aiuto. Nel frattempo Beta e i Sussurratori conducono la mandria radunata ad Alexandria, trovandola però deserta. Gli abitanti si sono infatti rifugiati in un ospedale abbandonato denominato la Torre, insieme a Hilltop e Oceanside. Aaron e Alden, rimasti nascosti ad Alexandria, tengono sotto controllo i Sussurratori, comunicando alla Torre che Beta li dirige poi verso Oceanside, come da loro previsto. Intanto nei boschi Daryl accetta di insegnare a Judith come diventare un cacciatore; i due si imbattono in un Sussurratore che sta radunando dei vaganti e Judith assiste alla sua uccisione a sangue freddo, rimanendo sconvolta. La bambina confessa a Daryl di essere stata contattata da Michonne e teme che non tornerà più indietro, così Daryl la rassicura dicendo che ci penserà lui a proteggerla. Nel frattempo alla Torre, Negan esorta Lydia a colpirlo e piangere la madre; la ragazza si arrabbia con lui dicendo che la odiava, ma infine scoppia in lacrime e si fa confortare. Intanto Principessa conduce Eugene e gli altri verso un garage dove a suo dire sono presenti dei veicoli; li conduce però attraverso un campo minato, attirandosi le ire di Yumiko quando lo scopre, ma alla fine li porta fuori. Eugene si accorge che li ha fatti girare intorno, così Principessa ammette di averlo fatto solo per passare più tempo con loro, sicuro che l'avrebbero abbandonata. Li conduce infine a un garage dove trovano delle biciclette, così Yumiko decide di perdonarla e le chiede se vuole unirsi a loro. Beta intanto si accorge che qualcosa non torna e fa cambiare direzione all'orda; Aaron e Alden se ne accorgono avvisando la Torre, ma vengono raggiunti da alcuni Sussurratori. Beta raggiunge quindi l'ospedale abbandonato con l'orda, mentre continua a sentire voci nella sua testa.
- Guest star: Dan Fogler (Luke), Paola Lázaro (Juanita "Principessa" Sanchez), Angel Theory (Kelly), Avianna Mynhier (Rachel), Kerry Cahill (Dianne).
- Altri interpreti: Karen Ceesay (Bertie), Jessica Pohly (sussurratore con i capelli scuri), Alex Sgambati (Jules), Anthony Lopez (Oscar), Gustavo Gomez (Marco), Philip Fornah (Sussurratore), Stefan Rollins (sussurratore con il fucile), Louis Zehner (vagante eroe parlante carbonizzato).
- Ascolti USA: telespettatori 3.488.000 – rating 18-49 anni 1,1%[21]

## Una morte certa
- Titolo originale: A Certain Doom
- Diretto da: Greg Nicotero
- Scritto da: Jim Barnes, Eli Jorné e Corey Reed (soggetto); Corey Reed (sceneggiatura)

### Trama
L'orda di Beta circonda l'ospedale dove Gabriel e gli altri discutono come eseguire il loro piano: attirare con la musica i vaganti e portarli verso un dirupo. Daryl e altri volontari si coprono di interiora per mimetizzarsi tra i vaganti e attraversano l'orda, mentre dall'ospedale gli arcieri li coprono, uccidendo i Sussurratori minacciosi. Beta si accorge che li stanno bersagliando e ordina ai suoi di assaltare l'ingresso, dove all'interno ci si prepara all'evacuazione. Daryl e gli altri raggiungono il carro con l'altoparlante che avevano preparato e cominciano ad attirare lontano la mandria, ma vengono attaccati dai Sussurratori, che distruggono il carro e li costringono a ripiegare. Intanto alla Torre i Sussurratori sfondano le difese e Gabriel rimane a combatterli per permettere agli altri la fuga; quando sta per essere ucciso viene salvato da un uomo mascherato che sopraggiunge insieme a Maggie, Aaron e Alden. Nel frattempo Daryl e gli altri si infiltrano nuovamente dentro la mandria e uccidono i Sussurratori a uno a uno. Beta se ne accorge ma viene attaccato da Negan e Daryl che riescono infine a ferirlo mortalmente. Lydia e Carol conducono quindi la mandria di vaganti verso il dirupo e la ragazza impedisce a Carol di gettarsi con i vaganti, riportandola dagli altri. Mentre una ferita Connie viene trovata da Virgil nel bosco, Eugene e gli altri raggiungono il punto di incontro con Stephanie, presso uno scambio ferroviario. Quando sembra che ormai nessuno si presenterà, vengono rapidamente circondati da un gruppo di uomini armati che indossano delle corazze bianche.
- Guest star: Dan Fogler (Luke), Kevin Carroll (Virgil), Paola Lázaro (Juanita "Principessa" Sanchez), Kenric Green (Scott), Angel Theory (Kelly), Avianna Mynhier (Rachel), Kerry Cahill (Dianne), Nadine Marissa (Nabila), Karen Ceesay (Bertie).
- Altri interpreti: Alex Sgambati (Jules), Briana Venskus (Beatrice), Gustavo Gomez (Marco), Anthony Lopez (Oscar), Anabelle Holloway (Gracie), Antony Azor (RJ), Grace Toso (Sussurratrice in putrefazione).
- Ascolti USA: telespettatori 2.727.000 – rating 18-49 anni 0,87%[22]

## Casa dolce casa
- Titolo originale: Home Sweet Home
- Diretto da: David Boyd
- Scritto da: Kevin Deiboldt e Corey Reed

### Trama
Maggie scopre sia che Negan è stato liberato sia della distruzione di Hilltop; quindi, insieme a Daryl, Kelly e i suoi compagni Elijah e Cole, torna verso il suo gruppo. Raggiunto il rifugio, scoprono che è stato attaccato e i suoi compagni sono fuggiti insieme a suo figlio Hershel. Cole spiega che è probabilmente opera dei Mietitori, un gruppo che li ha presi di mira. Dopo avere seguito per un po' le tracce senza successo, decidono di dividersi in due gruppi. Maggie e Daryl trovano tre dei loro compagni, ma vengono attaccati da un cecchino nascosto che uccide uno dopo l'altro i tre trovati . Maggie e Daryl riescono ad avvicinarsi per affrontarlo in un corpo a corpo, ma il misterioso assalitore riesce a stordirli. Quando sta per lanciarsi nuovamente verso Maggie, viene colpito da una freccia e circondato da Kelly, Elijah e Cole. Maggie gli intima di rivelare chi sia e le sue intenzioni, ma l'uomo afferma che Maggie è stata marchiata da "il Papa", quindi si fa esplodere con una granata. Il gruppo trova infine Hershel e gli altri sopravvissuti e torna ad Alexandria, dove la popolazione è intenta a riparare i danni causati dalla distruzione dei Sussurratori.
- Guest star: Angel Theory (Kelly), Nadine Marissa (Nabila), James Devoti (Cole).
- Altri interpreti: Okea Eme-Akwari (Elijah), Brianna Butler (Maya), Kien Michael Spiller (Hershel Rhee), Mandi Christine Kerr (Barbara), David Atkinson (Gus), Haley Leary (Ainsley), Mike Whinnet (Assalitore).
- Ascolti USA: telespettatori 2.891.000 – rating 18-49 anni 0,92%[23]

## Trovami
- Titolo originale: Find Me
- Diretto da: David Boyd
- Scritto da: Nicole Mirante-Matthews

### Trama
Daryl va a caccia e Carol insiste per accompagnarlo. Durante la ricerca il loro cane trova una casa nel bosco e Carol trova un messaggio lasciato in uno scomparto segreto nel pavimento. Daryl racconta che cinque anni prima, quando egli viveva da solo in un accampamento vicino, conobbe la ragazza che viveva nella casa, Leah. Dopo alcuni incontri di diffidenza reciproca, i due iniziarono una relazione, ma dopo dieci mesi e un litigio Daryl tornò trovando la casa in disordine e Leah scomparsa, decidendo quindi di lasciarle il messaggio nella speranza di incontrarsi di nuovo. Terminato il racconto Daryl litiga anche con Carol, accusandola di essere la causa della scomparsa di Connie.
- Guest star: Lynn Collins (Leah).
- Ascolti USA: telespettatori 2.259.000 – rating 18-49 anni 0,65%[24]

## Ancora uno
- Titolo originale: One More
- Diretto da: Laura Belsey
- Scritto da: Erik Mountain e Jim Barnes

### Trama
Gabriel e Aaron sono alla ricerca di provviste con una mappa data loro da Maggie, senza tuttavia avere fortuna. Scoraggiati, trovano per caso un capannone con all'interno un cinghiale che Aaron è costretto a uccidere. I due passano lì la notte, banchettando con il cinghiale e bevendo il whisky trovato. Gabriel mentre discorrono afferma che gli uomini malvagi sono la regola, sorprendendo Aaron. Al mattino, Gabriel non trova più l'amico e si imbatte in un uomo armato, Mays, che ha catturato Aaron e li costringe a giocare alla roulette russa. I due cercano di convincerlo che sono brave persone, ma egli ripete quanto detto da Gabriel la notte e porta l'esempio di suo fratello, che l'aveva aggredito per rubargli il cibo. Di fronte ai due disposti a suicidarsi per salvare l'amico, Mays desiste, ma appena si distrae Gabriel lo uccide, giustificandosi che fosse troppo pericoloso. Prima di andarsene, i due intuiscono che Mays li aveva spiati e trovando una soffitta nascosta dove il fratello è ancora incatenato davanti ai cadaveri della sua famiglia. Gabriel cerca di liberarlo, ma l'uomo gli ruba la pistola e si suicida, non volendo vivere senza la sua famiglia. Lasciato quindi il capannone, Gabriel e Aaron raggiungono la torre idrica, l’ultimo posto sulla mappa dove potere trovare scorte.
- Guest star: Robert Patrick (Mays).
- Ascolti USA: telespettatori 2.170.000 – rating 18-49 anni 0,57%[25]

## I miei amici
- Titolo originale: Splinter
- Diretto da: Laura Belsey
- Scritto da: Julia Ruchman e Vivian Tse

### Trama
Eugene, Ezekiel, Yumiko e Principessa vengono catturati e separati nei vagoni di un treno merci. Principessa parla con Yumiko, ferita durante la cattura, dal vagone adiacente attraverso una fessura, ma a un certo punto sente che viene portata via. Al mattino Principessa scopre un pannello rimovibile per uscire dal vagone e trova Eugene, ma egli la convince a tornare dentro per non dimostrarsi ostile ai soldati e peggiorare la situazione. Appena rientrata, Principessa viene prelevata e dopo avere controllato che non abbia morsi è interrogata aggressivamente. La ragazza continua a chiedere di Yumiko e non risponde alle domande, quindi viene malamente riportata nel vagone. Poco dopo anche Eugene viene prelevato dal suo vagone, mentre Ezekiel entra improvvisamente nel vagone dal tetto. Quando un soldato entra nel vagone Ezekiel riesce a sopraffarlo e inizia a interrogarlo, ma tra i due inizia una lotta. Improvvisamente, Principessa si rende conto di avere solo immaginato Ezekiel ed è lei stessa che sta colpendo il soldato. Dopo averlo legato cerca di fuggire, trovando nuovamente Ezekiel al di là del cancello che la esorta ad abbandonare tutti. Principessa tuttavia ci ripensa e torna dal soldato, ammettendo di soffrire di PTSD e volendo sistemare le cose. Decide quindi di liberarlo e rispondere alle domande che le erano state poste, ma scopre che i suoi amici sono incappucciati fuori dal vagone e viene nuovamente catturata.
- Guest star: Paola Lázaro (Juanita "Principessa" Sanchez), Jessejames Locorriere (interrogatore del Commonwealth), Cameron Scott Roberts (soldato).
- Altri interpreti: Erik Bello (soldato esaminatore).
- Ascolti USA: telespettatori 2.113.000 – rating 18-49 anni 0,56%[26]

## Separazione
- Titolo originale: Diverged
- Diretto da: David Boyd
- Scritto da: Heather Bellson

### Trama
Daryl e Carol si separano: quest'ultima torna ad Alexandria e, sconfortata per la discussione con l'amico, cerca di rendersi utile per la comunità preparando una zuppa con gli avanzi di provviste rimasti. Scopre tuttavia di avere un topo in casa e tenta senza successo di catturarlo. Nel frattempo Daryl ha un guasto alla moto ed è costretto sia a cercare un ricambio, sia un coltellino svizzero per effettuare la riparazione, avendo prestato il suo a Carol. Il giorno successivo Jerry si reca da Carol avendo intuito che qualcosa la turba e la conforta. Il topo esce intanto da solo dalla casa e Daryl fa ritorno ad Alexandria. Lui e Carol hanno una conversazione impacciata segno che il rapporto non si è ancora ricucito e nuovamente si separano.
- Ascolti USA: telespettatori 1.938.000 – rating 18-49 anni 0,55%[27]

## Questo è Negan
- Titolo originale: Here's Negan
- Diretto da: Laura Belsey
- Scritto da: David Leslie Johnson-McGoldrick

### Trama
Carol porta Negan in una casa fuori Alexandria e gli comunica che hanno deciso di esiliarlo. Il giorno dopo egli si reca sul luogo della sconfitta dei Salvatori e ritrova la sua mazza, ripensando al suo passato. Dodici anni prima, era stato catturato da una gang che voleva sapere dove avesse trovato il materiale medico che portava alla moglie Lucille, malata di cancro. Negan raccontò di avere raggiunto un ambulatorio medico itinerante e, dopo essere stato catturato anche da loro, aveva raccontato loro le sue motivazioni: a sua moglie Lucille era stato diagnosticato il cancro alcune settimane prima dell'apocalisse e doveva terminare un ciclo di chemioterapia. Avendo perso le scorte rimaste a causa di un guasto al congelatore, Negan era partito alla ricerca dell'ambulatorio nonostante le proteste della moglie Lucille, che gli aveva anche rivelato di sapere del suo tradimento precedente alla sua diagnosi, a dimostrazione di averlo già perdonato e di non dovere fare più nulla per lei. Negan era però ugualmente partito e, ottenuti i farmaci dai medici, venne per l'appunto catturato dalla gang. Di fronte alle minacce dei malviventi, rivelò loro la posizione dei medici in cambio della libertà, ma tornato a casa scoprì che la moglie si era suicidata e trasformata in vagante. In quell'occasione Negan creò la sua mazza e, dopo avere dato fuoco alla casa dove viveva insieme alla moglie, tornò dalla gang uccidendoli tutti quanti e liberando i medici. Al presente Negan uccide un vagante con la mazza appena recuperata che si spezza, perciò la sera decide di bruciarla confessando ancora il suo amore per la moglie defunta. La mattina dopo Negan torna ad Alexandria dove Carol gli fa capire che Maggie lo ucciderà se rimarrà lì.
- Guest star: Hilarie Burton (Lucille), Miles Mussenden (Franklin), Rodney Rowland (Baxter), Lindsley Register (Laura).
- Altri interpreti: Mandi Christine Kerr (Barbara), Kien Michael Spiller (Hershel Rhee).
- Ascolti USA: telespettatori 2.124.000 – rating 18-49 anni 0,60%[28]